# سامي المنيس
سامي أحمد عبد العزيز المنيس، (1932 - 23 أغسطس 2000)، نائب سابق في مجلس الأمة الكويتي، وهو والد المرشح السابق أحمد سامي المنيس الذي ترشح في انتخابات مجلس الأمة الكويتي 2003 وخسر.
هو صاحب امتياز جريدة الطليعة، وقد شغل منصب رئيس جمعية الصحافيين في عام 1971.
خاض انتخابات مجلس الأمة الكويتي 1963 في الدائرة الثامنة، وحصل على 743 صوت وحل بالمركز الثاني وفاز بالانتخابات ، وشارك في انتخابات مجلس الأمة الكويتي 1967 في الدائرة الثامنة، وحصل على 160 صوت وحل بالمركز التاسع وخسر بالانتخابات ، وشارك في انتخابات مجلس الأمة الكويتي 1971 في الدائرة الثامنة، وحصل على 538 صوت وحل بالمركز الرابع وفاز بالانتخابات ، وشارك في انتخابات مجلس الأمة الكويتي 1975 في الدائرة الثامنة، وحصل على 652 صوت وحل بالمركز الخامس وفاز بالانتخابات ، وشارك في انتخابات مجلس الأمة الكويتي 1981 في الدائرة العاشرة، وحصل على 327 صوت وحل بالمركز الثالث وخسر بالانتخابات ، وشارك في انتخابات مجلس الأمة الكويتي 1985 في الدائرة العاشرة، وحصل على 739 صوت وحل بالمركز الثاني وفاز بالانتخابات ، وشارك في انتخابات مجلس الأمة الكويتي 1992 في الدائرة العاشرة، وحصل على 803 صوت وحل بالمركز الثالث وخسر بالانتخابات ، وشارك في انتخابات مجلس الأمة الكويتي 1996 في الدائرة العاشرة، وحصل على 1321 صوت وحل بالمركز الأول وفاز بالانتخابات ، وشارك في انتخابات مجلس الأمة الكويتي 1999 في الدائرة العاشرة، وحصل على 1163 صوت وحل بالمركز الثاني وفاز بالانتخابات.